# Tendarba
Tendarba là một chi bướm đêm thuộc họ Noctuidae.